# (701) Ориола
(701) Ориола (лат. Oriola) — астероид главного пояса, который относится к спектральному классу C. Он был открыт 12 июля 1910 года американским астрономом Джозефом Хелффричем в Гейдельбергской обсерватории и назван в честь латинского наименования иволги. 

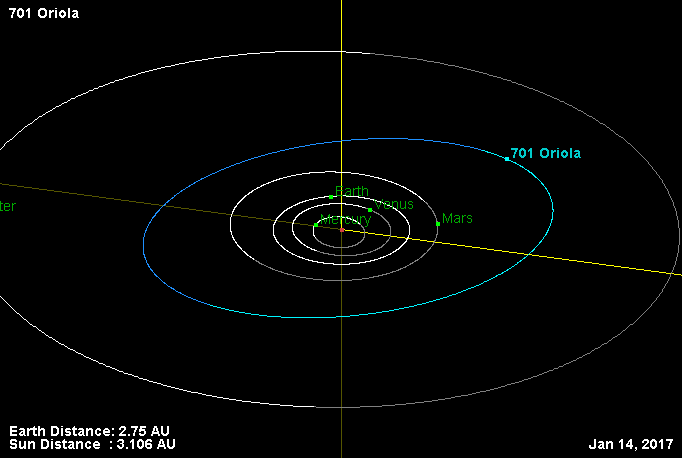
Орбита астероида Ориола и его положение в Солнечной системе

Тиссеранов параметр относительно Юпитера — 3,234.